# Beleg van Brundisium
Het Beleg van Brundisium, de belegering van Brundisium in 49 v.Chr. door Julius Caesar, maakte deel uit van de burgeroorlog tussen Pompeius en Caesar. Caesar wist de stad te veroveren en Pompeius voer met de Romeinse vloot naar Dyrrhachium om een leger op te bouwen.

## Wat voorafging
In januari 49 v.Chr. stond Julius Caesar met het 13e legioen Gemina voor de Rubicon, de grensrivier tussen Gallia Cisalpina en het door de senaat bestuurde Italische thuisland. Hij stak, mét zijn legioen, de rivier over met de bekende woorden: "Alea iacta est" (de teerling is geworpen). Met deze daad van agressie was de burgeroorlog een feit. Caesar werd tot hostis senatus (vijand van de senaat) uitgeroepen en de senaat benoemde Pompeius tot dictator om Rome te beschermen.
Nadat Caesar de stad Corfinium na een zevendaagse belegering had ingenomen en veel Romeinse steden de kant van Caesar hadden gekozen zag Pompeius in dat Italië voor hem verloren was. Omdat Pompeius de Romeinse vloot bezat besloot hij buiten het Italische thuisland een leger op te bouwen. Het hem toegewijde Hispania was moeilijk bereikbaar omdat Gallië aan Caesars zijde stond en daarom besloot hij vanuit Brundisium over te steken naar Macedonië.

## Beleg van Brundisium
Caesar trok met zes legioenen op naar Brundisium, waar Pompeius zich met 20 cohorten had verschanst. Zijn oorlogsschepen waren reeds op weg naar Dyrrhachium met aan boord de consuls en een deel van Pompeius' leger. Te Brundisium aangekomen begon Caesar op het smalste punt van de havenmond met de aanleg van een strekdam. Pompeius werkte dit tegen door Caesars troepen onder vuur te nemen met op koopvaarders gemonteerde katapulten. Toen na een aantal dagen de vloot uit Dyrrhachium terugkeerde vertrok Pompeius met de rest van zijn leger. Zodra Caesar ontdekte dat Pompeius wilde vertrekken liet hij de muren van de stad met scalae (stormladders) beklimmen, maar toen zijn troepen bij de haven aankwamen was Pompeius al vertrokken. Caesar wist twee oorlogsschepen vol soldaten buit te maken, maar de rest van de vloot voer naar Dyrrhachium.

## Nasleep
Nadat hij door Pompeius was verslagen in de slag bij Dyrrhachium wist Caesar zijn tegenstrever in de slag bij Pharsalus vernietigend te verslaan. De resten van Pompeius' leger gaven zich over en Pompeius vluchtte naar Egypte, waar hij in opdracht van Ptolemaeus XIII werd vermoord.
Oorlogen van de Romeinse Republiek
· Romeins-Etruskische Oorlogen
· Romeins-Aequische Oorlogen
· Latijnse Oorlog
· Romeins-Hernicische Oorlogen
· Romeins-Volscische Oorlogen
· Samnitische oorlogen (Eerste, Tweede, Derde)
· Pyrrhische Oorlog
· Punische oorlogen (Eerste, Tweede, Derde)
· Illyrische Oorlogen (Eerste, Tweede, Derde)
· Macedonische Oorlogen (Eerste, Tweede, Derde, Vierde)
· Romeins-Seleucidische Oorlog
· Aetolische Oorlog
· Galatische Oorlog
· Romeinse Verovering van Hispania (Eerste Celtiberische Oorlog, Lusitanische Oorlog, Numantische Oorlog, Sertorische Oorlog, Cantabrische Oorlogen)
· Achaeïsche Oorlog
· Oorlog tegen Jugurtha
· Cimbrische Oorlog
· Servilische Oorlogen (Eerste, Tweede, Derde)
· Bondgenotenoorlog
· Sulla's Burgeroorlogen (Eerste, Tweede)
· Mithridatische oorlogen (Eerste, Tweede, Derde)
· Gallische Oorlog
· Romeinse expedities naar Britannia
· Burgeroorlog tussen Pompeius en Caesar
· Einde van de Republiek (Slag bij Mutina, Burgeroorlog tegen Brutus en Cassius, Siciliaanse Opstand, Perusiaanse Oorlog, Burgeroorlog tussen Antonius en Octavianus)
Oorlogen van het Romeinse Keizerrijk
· Germaanse Oorlogen (Teutoburgerwoud, Marcomannenoorlog, Alemannische Oorlogen, Gotische Oorlog, Visigotische Oorlogen)
· Romeinse verovering van Britannia
· Boudicca
· Armenische Oorlog
· Vierkeizerjaar
· Joodse Oorlog
· Romeins-Parthische Oorlog
· Romeins-Perzische oorlogen
· Burgeroorlogen van de derde eeuw
. Gotische oorlog (376-382)
. Gotische opstand van Alarik I
. Gildonische opstand
. Gotische oorlog (402-403)
. Pictische oorlog van Stilicho
. Oorlog van Heraclianus
. Oorlog van Radegaisus
. Rijnoversteek
. Romeinse Burgeroorlog 427-429
· Val van het West-Romeinse Rijk